# خاکستر آتشفشانی

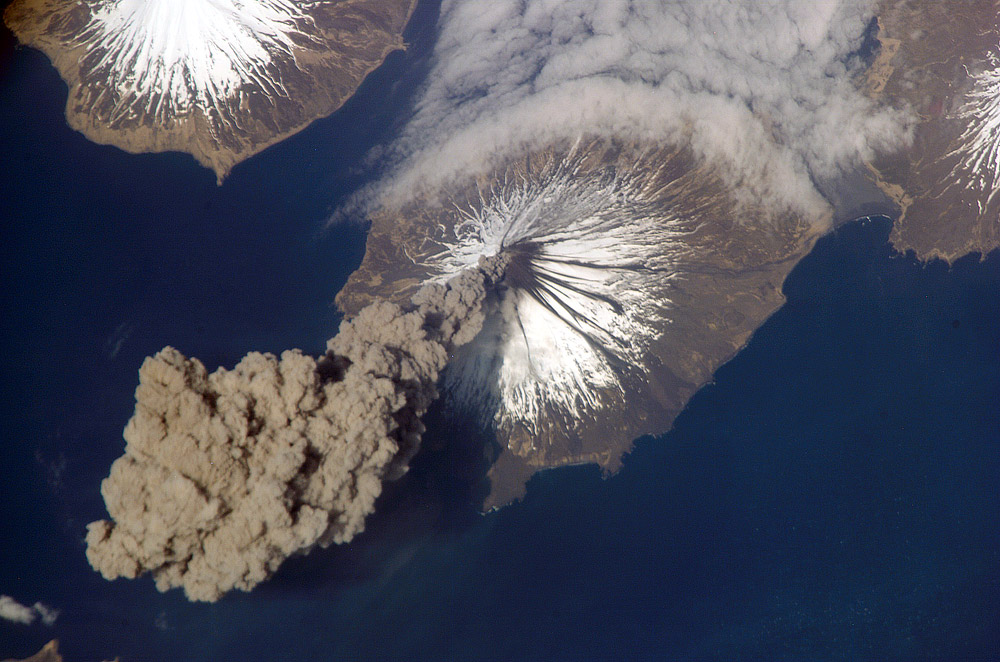
تل خاکستر آتشفشان چینه‌ای کلیولند در آلاسکا.

خاکستر آتشفشانی (انگلیسی: Volcanic ash) به ذرات ساییده‌شده سنگ، کانی و شیشه آتشفشانی گفته می‌شود که در هنگام فوران آتشفشان پدید می‌آید و قطر ذرات آن کمتر از ۲ میلی‌متر است. اصطلاح خاکستر آتشفشانی اغلب با بی‌دقتی برای اشاره به همه ذرات تولید شده در زمان فوران آتشفشان که قطر آن‌ها از ۲ میلی‌متر بیشتر است نیز به‌کار می‌رود، در حالی که اصطلاح درست برای این ذرات آذرآوار است. خاکستر آتشفشانی در خلال فوران آتشفشانی انفجاری و هنگامی که گازهای محلول در ماگما در جو زمین پراکنده می‌شوند، شکل می‌گیرد. نیروی حاصل از آزاد شدن گازها باعث شکسته‌شدن ماگما شده و آن را به‌شکل ذرات سنگ و شیشه آتشفشانی به‌سوی جو زمین می‌راند. همچنین خاکستر آتشفشانی در هنگام فوران آب‌ماگمایی که ماگما در کنار آب قرار و تبدیل ناگهانی آب به بخار باعث متلاشی‌شدن ماگما می‌شود نیز پدید می‌آید.
خاکستر آتشفشانی توسط باد تا هزاران کیلومتر نیز جابه‌جا می‌شود و به دلیل این جابه‌جایی گسترده، اثرات بسیاری بر جوامع انسانی، سلامت انسان‌ها و جانوران، اختلال در ترابری هوایی، اختلال در زیرساخت‌های اساسی (سامانه‌های تولید برق، ارتباطات، شبکه‌های آب و فاضلاب، حمل و نقل)، کشاورزی و… دارد.